# Monticelli d'Ongina
Monticelli d'Ongina (Munzei [mũt'ze:i] in dialetto piacentino) è un comune italiano di 5 182 abitanti della provincia di Piacenza in Emilia-Romagna. Al suo centro vi è il castello Pallavicino Casali (chiamato semplicemente la "Rocca"), costruito nel XV secolo da Rolando Pallavicino, che attualmente ospita il Museo Etnografico del Po. Dopo la scomparsa dell'ultimo dei Pallavicino, parte del feudo passò alla famiglia Casali, grazie alla parentela con Livia Pallavicino, erede di una porzione del feudo, e cugina dei Conti Soavi di Monticelli d’Ongina. Nel suo territorio, in un'ansa del Po, si trova il punto più settentrionale della regione Emilia-Romagna. È noto per la produzione di aglio e per la Spongata. 

## Storia

### Preistoria ed epoca romana
Ritrovamenti archeologici dimostrano che la zona era già abitata 7000 anni fa. Il percorso del fiume era molto differente da quello attuale e il territorio era caratterizzato da acquitrini e "monticelli" di sabbia, particolarità a cui si deve il nome del paese.
Prima di essere sottomesso ai Romani, il territorio ha visto l'avvicendarsi di Arii, Pelasgi, Etruschi e Galli Boi.
La fondazione del paese risale al 163 a.C., quando i soldati Romani volti alla conquista della Gallia Cisalpina vi costruirono un accampamento, l'area venne bonificata quasi cinquanta anni dopo.

### Il periodo cremonese
Nel 774 d.C. Carlo Magno re dei Franchi fece dono di questo territorio al vescovo di Cremona, nel 914 il borgo venne diviso tra la diocesi cremonese e quella piacentina, ma il territorio fu oggetto di disputa per oltre due secoli.
Nel XII secolo il comune medioevale di Cremona fece propri i territori che fino ad allora erano della diocesi, Monticelli compresa.
Il toponimo Ongina risale al nome di uno degli esponenti della famiglia cremonese Bonifaci.
Con la costruzione del castello, nel 1248, la borgata divenne l'avamposto difensivo dei cremonesi nel territorio emiliano. Fu riconosciuta autonomia giuridica, con la nomina in loco di figure quali un podestà e un notaio e l'assegnazione di una bandiera. All'epoca dipendevano da Monticelli anche Castelvetro, Olza, San Pietro in Corte, Borgonovo.

### I Pallavicino
Dal 1335 Cremona fu sotto il dominio dei Visconti e durante il XIV secolo il ducato di Milano si consolidò sempre di più. Tra le famiglie legate all'imperatore e i duchi milanesi, la famiglia ghibellina dei Pallavicino eresse uno stato feudale autonomo tra Cremona, Parma e Piacenza.
Il massimo sviluppo di questo stato è legato alla figura di Rolando Pallavicino, detto "il Magnifico". Fu allora che a Monticelli venne costruita La Rocca, testimone del prestigio politico, nonché luogo strategico.
I problemi di successione che conseguirono alla sua dipartita resero il territorio meno autonomo e più frazionato. La zona di Monticelli venne affidata a Carlo Pallavicino, figlio di Rolando e vescovo di Lodi.
Benefattore e mecenate fece completare il castello e ne fece la propria dimora estiva. A lui si deve inoltre, nel 1470, la costruzione della collegiata (oggi basilica) di San Lorenzo, dove tuttora si trovano le sue spoglie.
Dopo il governo di Carlo, durato oltre 40 anni, il feudo venne diviso tra i suoi due nipoti.

### I Casali
Dopo la scomparsa dell'ultimo dei Pallavicino, il feudo fu suddiviso tra gli eredi più prossimi, in particolare i conti Soavi di Monticelli d'Ongina e Michele Casali di Gregorio, un esponente dell'anzianato bolognese. Michele Casali, legato alla famiglia Pallavicino tramite sua madre, Livia Pallavicino, marchesa di Zibello ed erede per un terzo del feudo, era cugino dei Soavi di Monticelli d'Ongina.
La spartizione del feudo avvenne come segue: la famiglia Soavi ricevette un terzo dei beni, un altro terzo passò alla famiglia Casali (che in seguito prese il nome di Pallavicino-Casali), mentre la parte rimanente fu assegnata alla camera ducale. Questa divisione segnò la fine del dominio esclusivo della famiglia Pallavicino sul territorio di Monticelli d'Ongina.

### Onorificenze
Il comune di Monticelli d'Ongina è tra le città decorate al valor militare per la guerra di liberazione, insignita il 9 maggio 1994 della medaglia di bronzo al valor militare per i sacrifici delle sue popolazioni e per l'attività nella lotta partigiana durante la seconda guerra mondiale:

## Monumenti e luoghi di interesse
- Castello Pallavicino-Casali

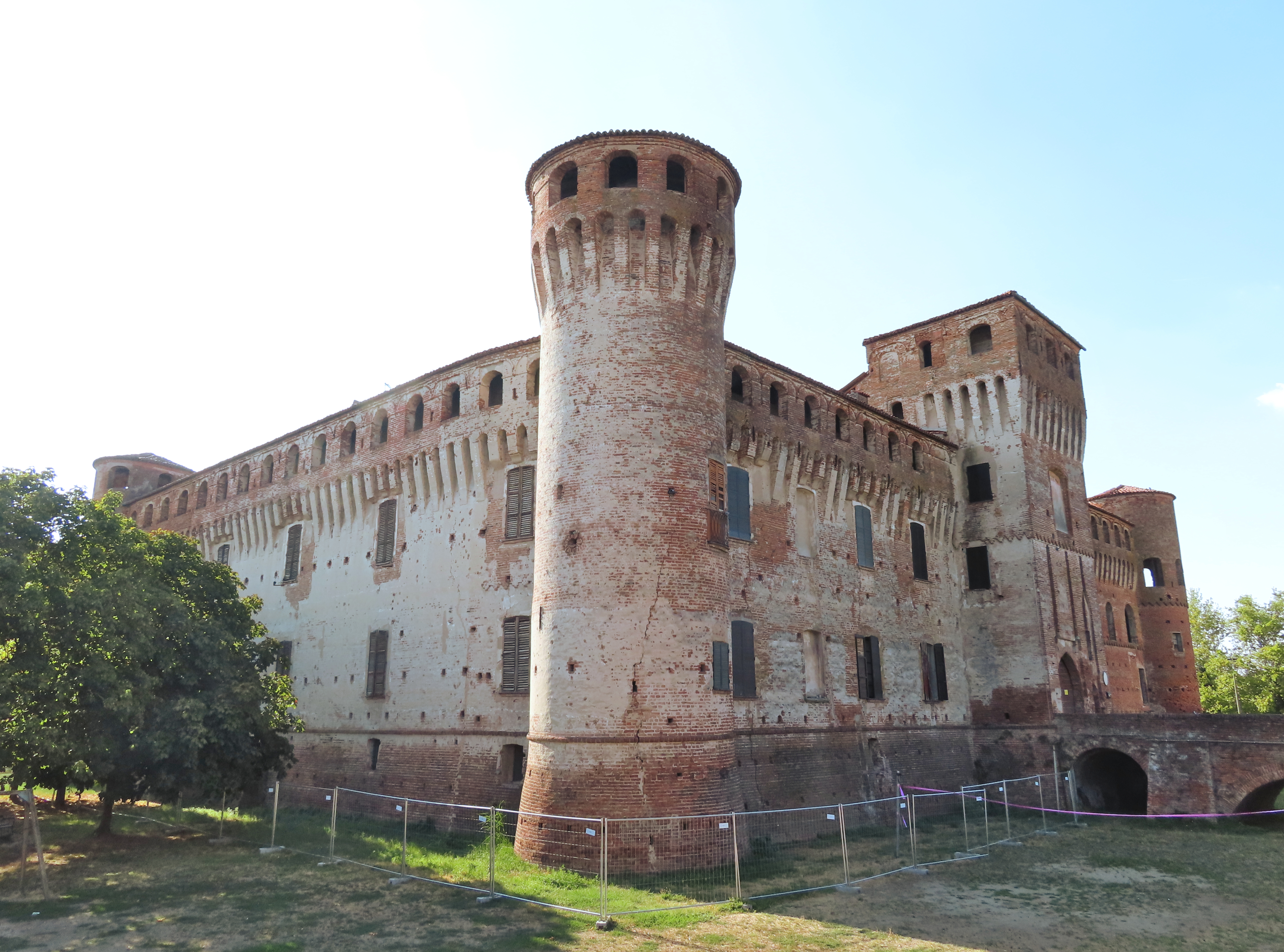
Castello

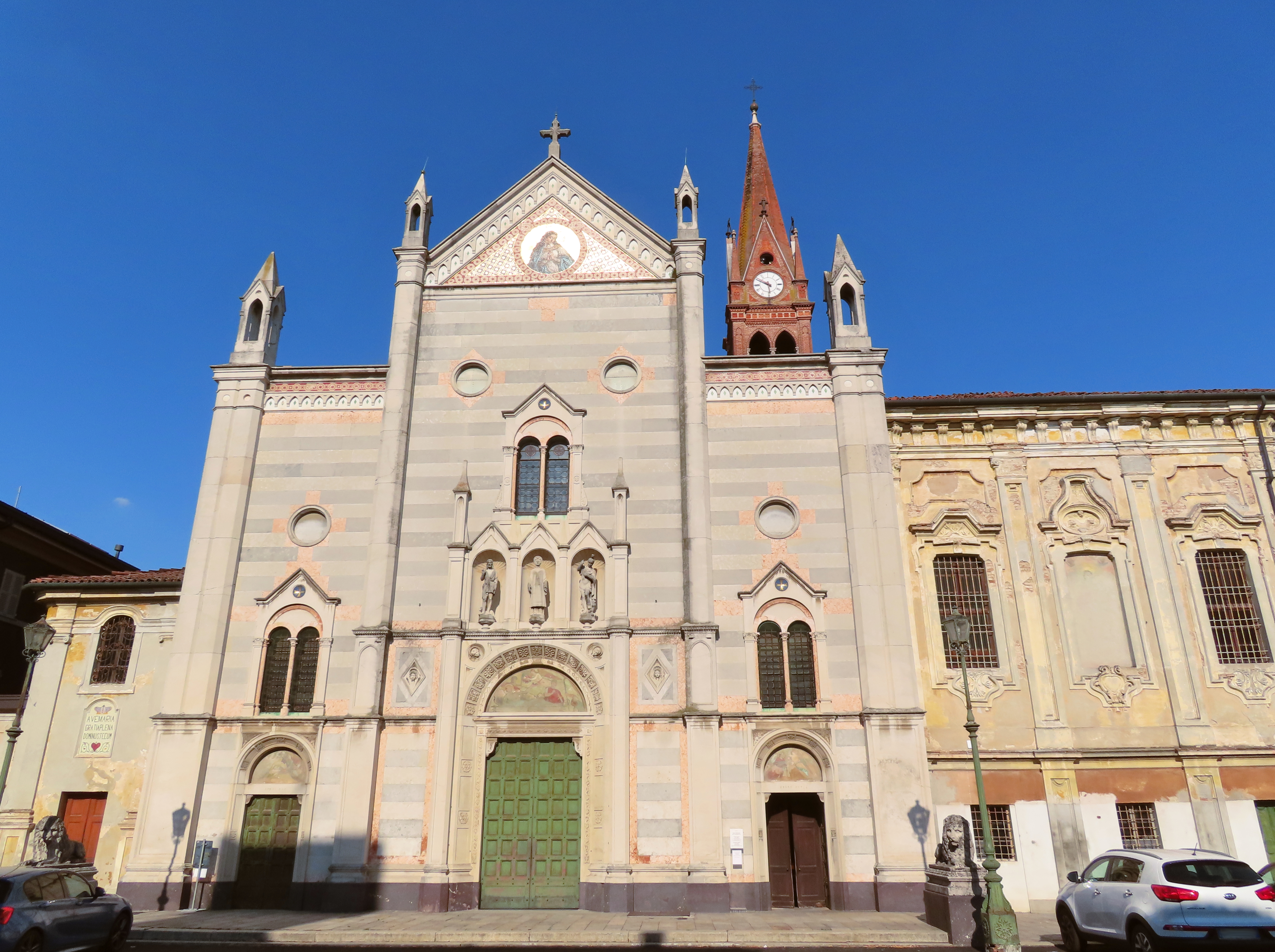
Basilica di San Lorenzo Martire

- Basilica di San Lorenzo Martire. Chiesa collegiata dal 1471 al 1942, basilica abbaziale per decreto del 9 gennaio 1942.

- Chiesa di San Giorgio

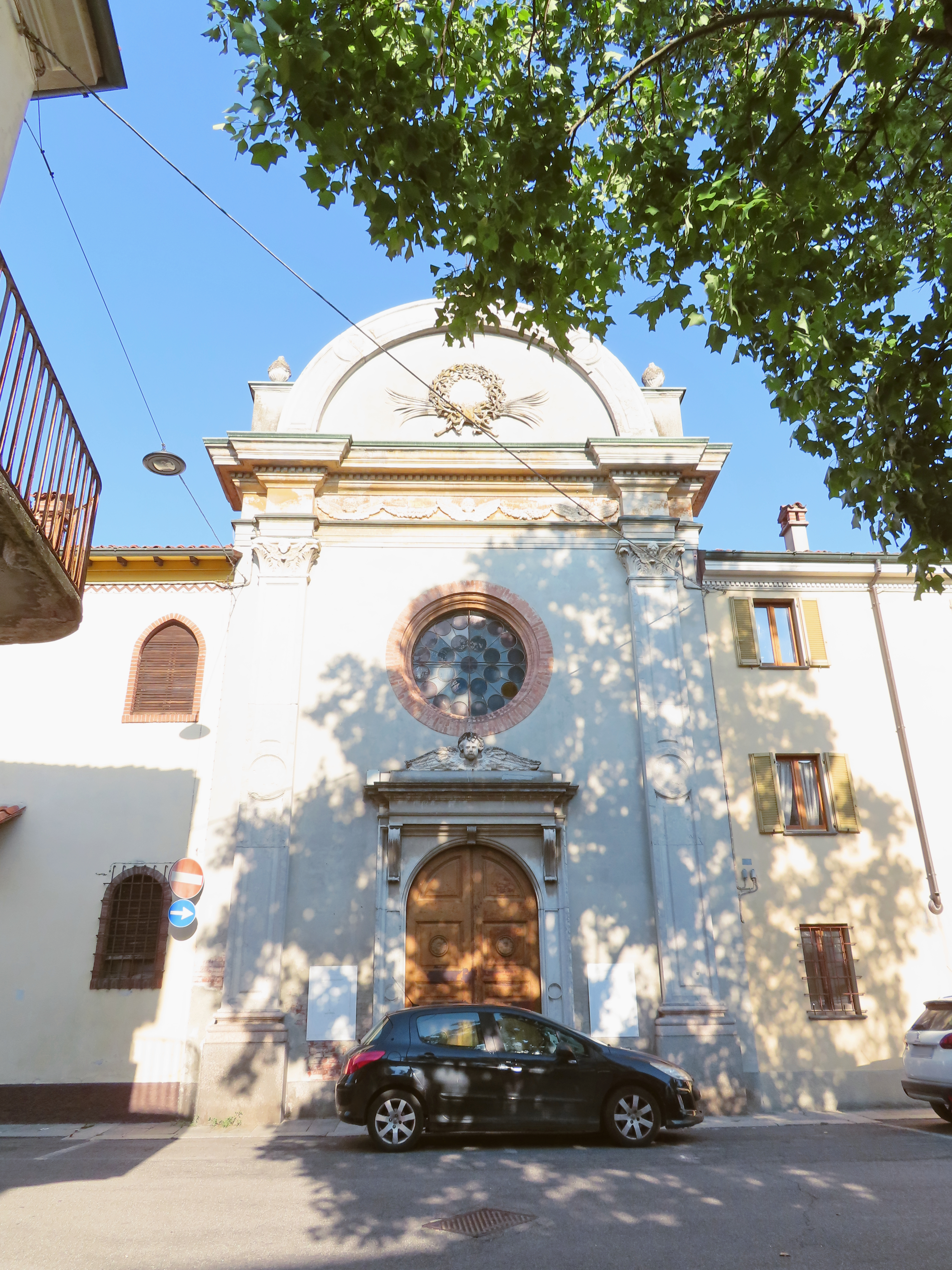
Chiesa di San Giorgio

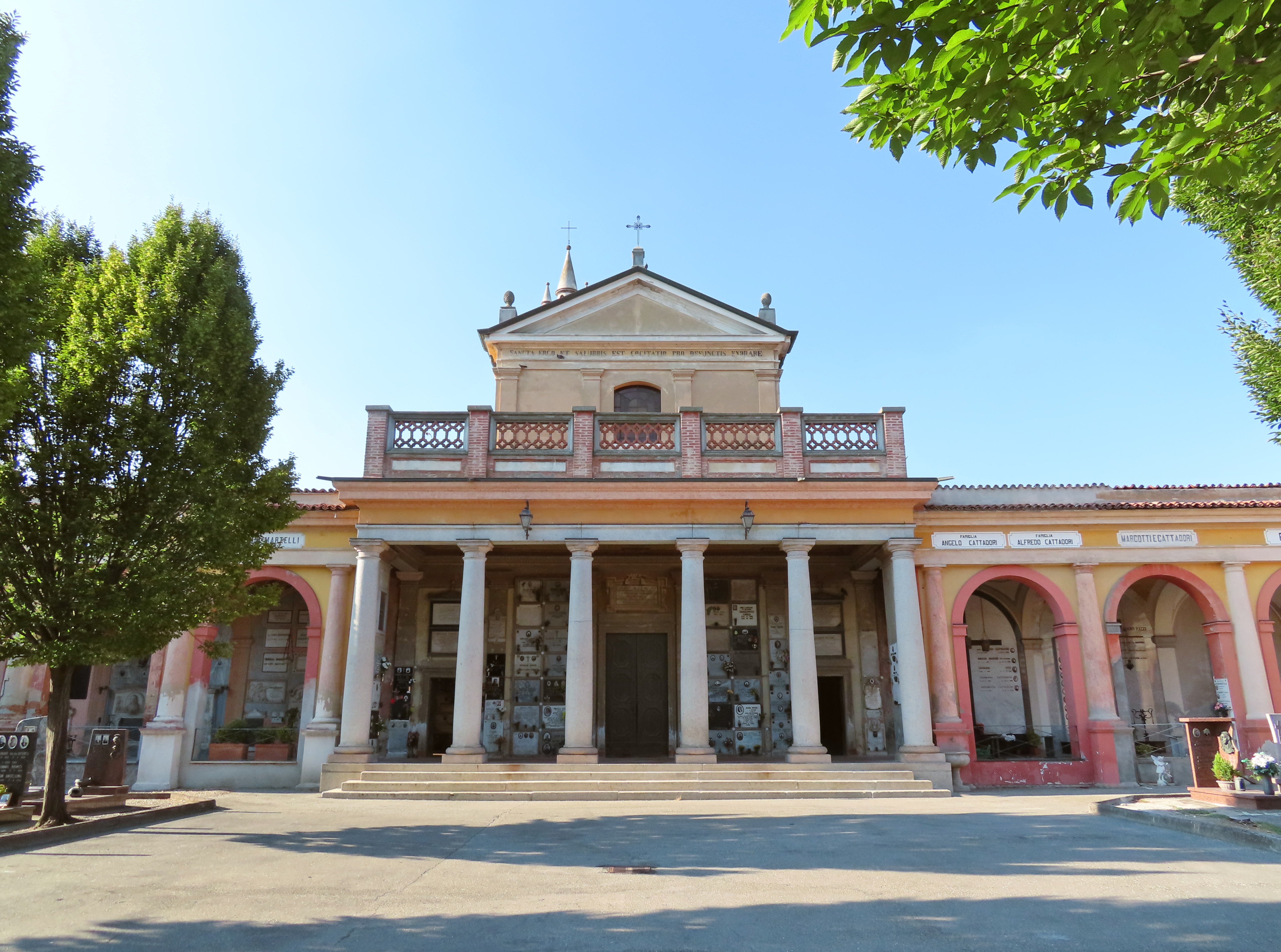
Chiesa di San Giovanni Decollato

- Chiesa di San Giovanni Decollato, con il cimitero cattolico
- Cimitero ebraico
- Sinagoga di Monticelli d'Ongina
- I Mistadelli: la religiosità popolare e rurale ha portato alla costruzione di cappelle votive principalmente poste lungo gli assi viari della Val d'Arda. Tali monumenti, pur non presentando pregi artistici particolari, sono comunque indicativi della concezione religiosa del mondo agricolo basato principalmente su un rapporto di "do ut des".

## Società

### Evoluzione demografica
Abitanti censiti

## Infrastrutture e trasporti

### Tranvie
Tra il 1882 e il 1935 Monticelli d'Ongina fu servita dalla tranvia Piacenza-Cremona. Dalla località "Cristo" (così denominata per via di un'icona sacra che vi si trovava) si diramava la linea per Lugagnano, attiva tra il 1900 e il 1923.

### Ferrovie
Il paese dispone di una stazione ferroviaria sulla linea Cremona-Piacenza ma dal 2013 circolano solo treni merci.
Vennero istituiti autobus sostitutivi FS poi integrati nel servizio di linea come corse dirette Piacenza-Cremona con fermate intermedie solo a Caorso-Monticelli-Castelvetro.  Linea extraurbana E57 gestita da SETA.

## Amministrazione

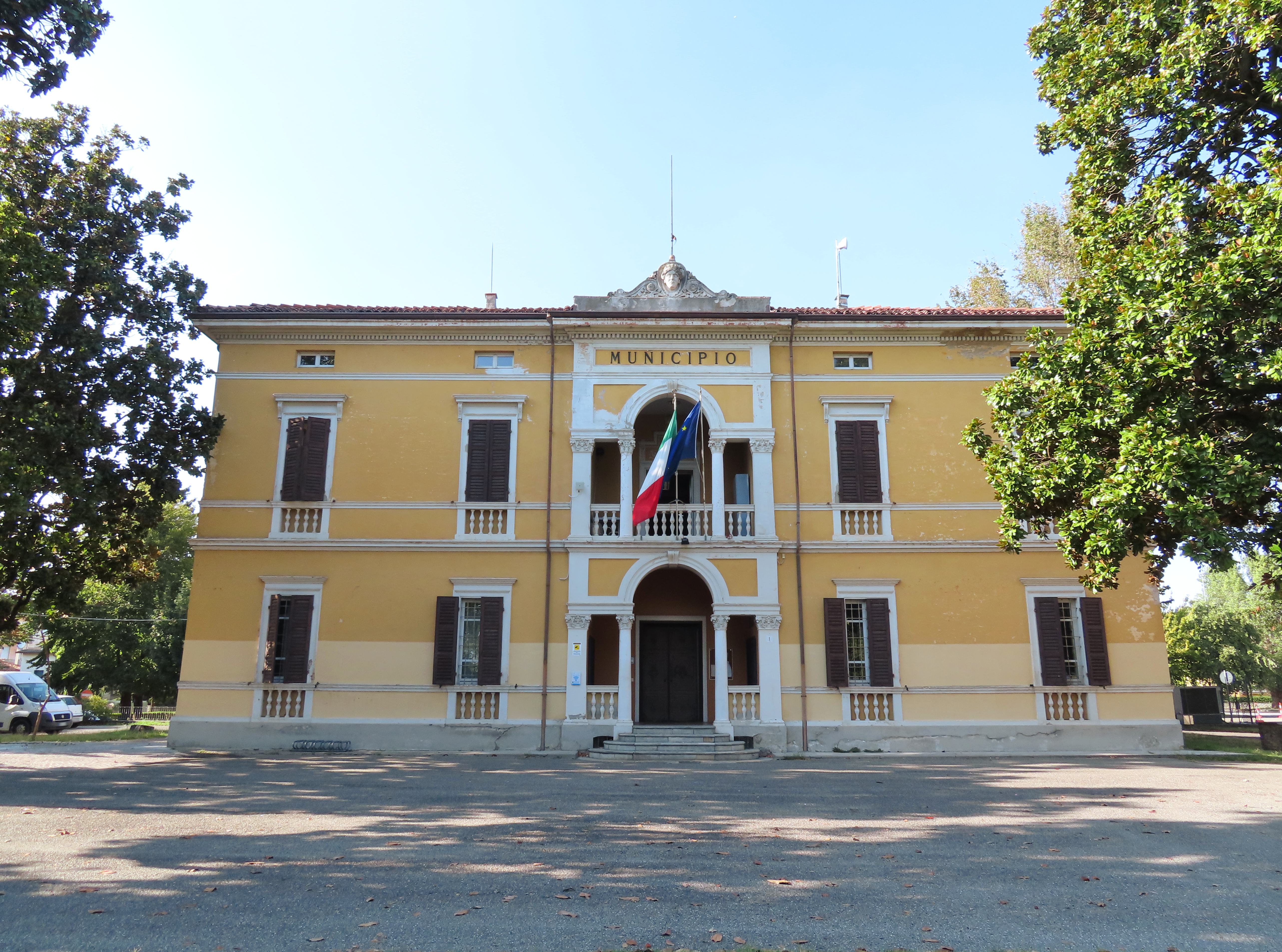
Palazzo comunale

Di seguito è presentata una tabella relativa alle amministrazioni che si sono succedute in questo comune.
| Periodo          | Periodo          | Primo cittadino    | Partito                                                        | Carica  | Note  |
| ---------------- | ---------------- | ------------------ | -------------------------------------------------------------- | ------- | ----- |
| 9 gennaio 1989   | 22 novembre 1993 | Furio Burgazzi     | Partito Comunista Italiano, Partito Democratico della Sinistra | Sindaco | [ 9 ] |
| 22 novembre 1993 | 17 novembre 1997 | Roberto Germiniasi | Partito Democratico della Sinistra                             | Sindaco | [ 9 ] |
| 17 novembre 1997 | 28 maggio 2002   | Gian Luigi Boiardi | centro-sinistra                                                | Sindaco | [ 9 ] |
| 28 maggio 2002   | 29 maggio 2007   | Gian Luigi Boiardi | lista civica                                                   | Sindaco | [ 9 ] |
| 29 maggio 2007   | 9 maggio 2012    | Sergio Montanari   | lista civica                                                   | Sindaco | [ 9 ] |
| 9 maggio 2012    | 12 giugno 2017   | Michele Sfriso     |                                                                | Sindaco | [ 9 ] |
| 12 giugno 2017   | in carica        | Gimmi Distante     | lista civica di centro-destra                                  | Sindaco |       |